# Nils Johan Andersson
Pour les articles homonymes, voir Nils Andersson et Andersson.
Nils Jordan Andersson est un botaniste suédois, né le 20 février 1821 et mort le 27 mars 1880 à Stockholm.

## Biographie
Il étudie la botanique à Stockholm. Il participe à une expédition autour du monde (1851-1853) à bord de la frégate suédoise Eugenie (en) et récolte des spécimens d'herbier notamment aux environs de Sidney et sur les îles Keeling. Il enseigne à Lund et à Stockholm. Il est conservateur des collections botaniques de l’Académie des sciences. Il est l’auteur de travaux sur les saules et sur la flore scandinave et la Laponie.
Andersson est le père du peintre J.A.G. Acke.

## Œuvres
- (la) Monographia salicum, Stockholm, coll. « Kongliga Svenska Vetenskaps-Akademiens Handlingar [Series 2] » (no 61,1), 1867, 180 p.
- Aperçu de la végétation et des plantes cultivées de la Suède, Stockholm, P.A. Norstedt, 1867, 94 p.
- (la) Plantae Scandinaviae descriptionibus et figuris analyticis adumbratae, Holmiae, Zacharias Haeggström, 1849-1852, Vol. 1, Cyperaceae, 1849, 112 p. ; vol. 2, Gramineae, 1852, 112 p. ; vol. 3, Planches